# Aesernia Calcio 1984-1985
Questa voce raccoglie le informazioni riguardanti la Aesernia Calcio nelle competizioni ufficiali della stagione 1984-1985.

## Rosa
| N. |                   | Ruolo | Calciatore              |
| -- | ----------------- | ----- | ----------------------- |
| -  | Italia (bandiera) | C     | Pier Domenico Bergamini |
| -  | Italia (bandiera) | A     | Luigi D'Arco            |
| -  | Italia (bandiera) | A     | Vincenzo De Falco       |
| -  | Italia (bandiera) | C     | Carlo Di Somma          |
| -  | Italia (bandiera) | D     | Gianni Furlano          |
| -  | Italia (bandiera) | P     | Bruno Giustini          |
| -  | Italia (bandiera) | C     | Enzo Lombardozzi        |
| -  | Italia (bandiera) | C     | Antonio Magnacca        |
| -  | Italia (bandiera) | D     | Federico Marchi         |
| -  | Italia (bandiera) | D     | Guglielmo Marsichino    |

| N. |                       | Ruolo | Calciatore         |
| -- | --------------------- | ----- | ------------------ |
| -  | San Marino (bandiera) | C     | Marco Mazza        |
| -  | Italia (bandiera)     | D     | Michele Meomartino |
| -  | Italia (bandiera)     | D     | Luigi Ottavi       |
| -  | Italia (bandiera)     | A     | Antonio Pappadà    |
| -  | Italia (bandiera)     | C     | Aldo Raimondi      |
| -  | Italia (bandiera)     | C     | Enrico Reginaldi   |
| -  | Italia (bandiera)     | C     | Antonio Ripa       |
| -  | Italia (bandiera)     | P     | Sesto Serra        |
| -  | Italia (bandiera)     | D     | Domenico Salciccia |
| -  | Italia (bandiera)     | A     | Massimo Scalingi   |

## Risultati

### Serie C2

#### Girone d'andata
| 23 settembre 1984 1ª giornata | Frattese | 1 – 0 | Aesernia |  |

| 30 settembre 1984 2ª giornata | Aesernia | 1 – 1 | Turris |  |

| 7 ottobre 1984 3ª giornata | Potenza | 1 – 1 | Aesernia |  |

| 14 ottobre 1984 4ª giornata | Aesernia | 1 – 1 | Crotone |  |

| 21 ottobre 1984 5ª giornata | Nissa | 2 – 0 | Aesernia |  |

| 28 ottobre 1984 6ª giornata | Aesernia | 2 – 1 | Licata |  |

| 4 novembre 1984 7ª giornata | Ischia Isolaverde | 4 – 1 | Aesernia |  |

| 11 novembre 1984 8ª giornata | Aesernia | 1 – 0 | Rende |  |

| 18 novembre 1984 9ª giornata | Aesernia | 0 – 0 | Paganese |  |

| 25 novembre 1984 10ª giornata | Sorrento | 1 – 0 | Aesernia |  |

| 2 dicembre 1984 11ª giornata | Aesernia | 1 – 0 | Alcamo |  |

| 9 dicembre 1984 12ª giornata | Canicattì | 0 – 0 | Aesernia |  |

| 16 dicembre 1984 13ª giornata | Ercolanese | 2 – 0 | Aesernia |  |

| 23 dicembre 1984 14ª giornata | Aesernia | 2 – 0 | Afragolese |  |

| 6 gennaio 1985 15ª giornata | Frosinone | 1 – 0 | Aesernia |  |

| 13 gennaio 1985 16ª giornata | Aesernia | 0 – 0 | Siracusa |  |

| 20 gennaio 1985 17ª giornata | Gladiator | 1 – 0 | Aesernia |  |

#### Girone di ritorno
| 3 febbraio 1985 18ª giornata | Aesernia | 0 – 0 | Frattese |  |

| 10 febbraio 1985 19ª giornata | Turris | 2 – 0 | Aesernia |  |

| 17 febbraio 1985 20ª giornata | Aesernia | 1 – 0 | Potenza |  |

| 24 febbraio 1985 21ª giornata | Crotone | 1 – 1 | Aesernia |  |

| 3 marzo 1985 22ª giornata | Aesernia | 1 – 1 | Nissa |  |

| 10 marzo 1985 23ª giornata | Licata | 4 – 0 | Aesernia |  |

| 17 marzo 1985 24ª giornata | Aesernia | 2 – 0 | Ischia Isolaverde |  |

| 24 marzo 1985 25ª giornata | Rende | 0 – 0 | Aesernia |  |

| 6 aprile 1985 26ª giornata | Paganese | 2 – 0 | Aesernia |  |

| 14 aprile 1985 27ª giornata | Aesernia | 1 – 1 | Sorrento |  |

| 21 aprile 1985 28ª giornata | Alcamo | 1 – 2 | Aesernia |  |

| 5 maggio 1985 29ª giornata | Aesernia | 0 – 1 | Canicattì |  |

| 12 maggio 1985 30ª giornata | Aesernia | 1 – 0 | Ercolanese |  |

| 19 maggio 1985 31ª giornata | Afragolese | 0 – 0 | Aesernia |  |

| 26 maggio 1985 32ª giornata | Aesernia | 0 – 0 | Frosinone |  |

| 2 giugno 1985 33ª giornata | Siracusa | 2 – 1 | Aesernia |  |

| 9 giugno 1985 34ª giornata | Aesernia | 4 – 3 | Gladiator |  |

### Coppa Italia Serie C

#### Fase a gironi

##### Girone Q
|            | AES  | AFR  | ERC  | FRA  |
| ---------- | ---- | ---- | ---- | ---- |
| Aesernia   | –––– | 1-0  | 1-2  | 1-1  |
| Afragolese | 7-0  | –––– | 2-1  | 2-2  |
| Ercolanese | 2-0  | 1-1  | –––– | 0-1  |
| Frattese   | 3-4  | 0-0  | 4-1  | –––– |

| Pos. | Squadra    | Pt | G | V | N | P | GF | GS | DR |
| ---- | ---------- | -- | - | - | - | - | -- | -- | -- |
| 1.   | Afragolese | 7  | 6 | 2 | 3 | 1 | 12 | 5  | +7 |
| 2.   | Frattese   | 7  | 6 | 2 | 3 | 1 | 11 | 8  | +3 |
| 3.   | Ercolanese | 5  | 6 | 2 | 1 | 3 | 7  | 9  | -2 |
| 4.   | Isernia    | 5  | 6 | 2 | 1 | 3 | 7  | 15 | -8 |